# Wyliea mydas
Wyliea mydas là một loài ruồi trong họ Asilidae. Wyliea mydas được Brauer miêu tả năm 1885.